# Gottlieb Flückiger
Gottlieb Flückiger (* 13. Juni 1892 in Auswil; † 23. September 1987 in Bern), heimatberechtigt in Auswil, war ein schweizerischer Veterinärmediziner sowie Hochschullehrer.

## Leben
Gottlieb Flückiger, Sohn des Landwirts Jakob Flückiger sowie der Anna geborene Jost, Schüler sowie Maturant am Gymnasium Burgdorf, wandte sich in der Folge dem Studium der Veterinärmedizin an der Universität Bern zu, das er mit dem Erwerb des akademischen Grades eines Dr. med. vet. abschloss.
Gottlieb Flückiger war im Anschluss als Praktizierender Arzt sowie als städtischer Tierarzt am Schlachthof Bern tätig, 1921 trat er als Veterinärexperte in den Dienst des Eidgenössischen Veterinäramtes in Bern, dort wurde er 1927 zum Vizepräsidenten, 1932 zum Direktor ernannt, eine Position, die er bis zu seiner Verabschiedung in den Ruhestand 1957 einnahm. Parallel dazu habilitierte Flückiger sich 1932 als Privatdozent der Seuchenlehre und Tierseuchenpolizei an der Universität Bern, dort wurde er 1935 zum ausserordentlichen Professor befördert, 1964 emeritiert. Gottlieb Flückiger bekleidete darüber hinaus von 1939 bis 1949 das Amt des Präsidenten des Internationalen Tierseuchenamtes in Paris. Seit 1951 war er korrespondierendes Mitglied der Académie des sciences in Paris.
Gottlieb Flückigers wissenschaftliches Engagement galt der Seuchenforschung und -bekämpfung, Bakteriologie, Fleischkunde, Serologie und Veterinärpolizei. Er erwarb sich insbesondere Verdienste um die Bekämpfung der Maul- und Klauenseuche, der Brucellose sowie der Rindertuberkulose.
Gottlieb Flückiger, der zweimal verheiratet war, verstarb 1987 im hohen Alter von 95 Jahren in Bern.

## Werke (Auswahl)
- Mit Eduard Otto von Waldkirch: Eidgenössische Tierseuchengesetzgebung : Kommentar zum Bundesgesetz betreffend die Bekämpfung von Tierseuchen vom 13. Juni 1917 und zur Vollziehungsverordnung zu diesem Gesetze vom 30. August 1920, 2. Auflage, Bern: Huber 1935.
- Das eidgenössische Vakzine-Institut in Basel, Bern: Huber 1945.
- Mit Walter Hofmann: Die Fortpflanzungsstörungen des Rindes und deren Behebung, Bern: Huber 1945.